# 770 v.Chr.
Het jaar 770 v.Chr. is een jaartal volgens de christelijke jaartelling.

## Gebeurtenissen

### China
- De Quanrong-stammen vallen centraal China binnen en koning You van de Westelijke Zhou-dynastie laat de vuurbakens ontsteken. Veel van zijn bondgenoten negeren dat echter vanwege de gebeurtenissen van 779 v.Chr.. Hij wordt bij de berg Li verslagen en gedood.[1]
- Koning Zhou Pingwang (r. 770 - 720 v.Chr.) regeert in Luoyang over de Zhou Dynastie. Doordat de hoofdstad Lo-Yang van de westelijke Zhou Dynastie verplaatst wordt, gaat uiteindelijk een groot deel van het koninkrijk verloren. De Zhou Dynastie wordt gedwongen de residentie naar een andere stad over te brengen, dit vanwege aanhoudende aanvallen van de barbaren op de hoofdstad Hao (huidige Xi'an). Dit betekent het begin van de oostelijke Zhou Dynastie (tot 256 v.Chr.). De macht van de koningen wordt verzwakt en de feodale edelen worden onafhankelijker. Door voortdurende oorlogen wordt het land meer en meer uitgeput. De boeren krijgen meer invloed, vooral door hun participatie in de strijd. Ook de kooplieden winnen aan macht.

### Egypte
- Farao Osorkon III (r. 798 - 769 v.Chr.) regeert tijdens de 23e dynastie. Deze rivaliserende dynastie (een tegenhanger van de Libische 22e dynastie) regeert voornamelijk over de Delta.